# Kanton Santa Rosa
Der Kanton Santa Rosa befindet sich in der Provinz El Oro im Süden von Ecuador. Er besitzt eine Fläche von 821,8 km². Im Jahr 2020 lag die Einwohnerzahl schätzungsweise bei 82.170. Verwaltungssitz des Kantons ist die Stadt Santa Rosa mit 48.929 Einwohnern (Stand 2010). Der Kanton Santa Rosa wurde im Jahr 1859 eingerichtet.

## Lage
Der Kanton Santa Rosa befindet sich nordzentral in der Provinz El Oro. Er umfasst einen Festlandsteil, der sich hauptsächlich in der flachen Küstenebene befindet sowie den der Küste vorgelagerte Archipel Jambelí. Ferner gehört zum Kanton die fernab der Küste gelegene Insel Santa Clara, die Teil des Schutzgebietes Reserva Marina Isla Santa Clara ist. Die Fernstraße E50 durchquert den Kanton. 
Der Kanton Santa Rosa grenzt im Nordosten an die Kantone Machala und Pasaje, im Südosten an den Kanton Atahualpa, im Süden an den Kanton Piñas sowie im Westen an die Kantone Arenillas und Huaquillas. Eine Meeresstraße trennt den Archipel Jambelí im Westen von Peru.

## Verwaltungsgliederung
Der Kanton Santa Rosa ist in die Parroquias urbanas („städtisches Kirchspiel“)
- Balneario Jambelí (parroquia satélite)
- Jumón (parroquia satélite)
- Nuevo Santa Rosa
- Puerto Jelí
- Santa Rosa – Sitz der Kantonsverwaltung (cabecera cantonal)

und in die Parroquias rurales („ländliches Kirchspiel“)
- Bellamaría
- Bellavista
- Jambelí
- La Avanzada
- La Victoria
- San Antonio
- Torata

gegliedert.